# Crâng
Crâng – wieś w Rumunii, w okręgu Vaslui, w gminie Ciocani. W 2011 roku liczyła 453 mieszkańców.